# 赤い空
『赤い空』（あかいそら、原題：Red Skies of Montana）は、1952年に公開されたアメリカ合衆国の映画。モンタナ州で発生した山火事での森林警備隊の活躍を描いている。出演はリチャード・ウィドマークなど。

## キャスト
※括弧内は日本語吹替（初回放送1970年3月2日『月曜ロードショー』）
- クリフ・メイスン: リチャード・ウィドマーク（大塚周夫）
- ペグ・メイスン: コンスタンス・スミス（山崎左度子）
- エド・ミラー: ジェフリー・ハンター（金内吉男）
- リチャード・ドライヤー: リチャード・ブーン
- スティーヴ・バージェス: ウォーレン・スティーブンス
- ボイシ・ピーターソン: ジェームズ・グリフィス
- ポップ・ミラー: ジョー・ソイヤー
- ネフ: チャールズ・ブロンソン[3]
- ノクソン: リチャード・クレンナ[3]

## スタッフ
- 監督：ジョセフ・M・ニューマン
- 製作：サミュエル・G・エンゲル
- 脚本：ハリー・クレイナー
- 原案：アート・コーン
- 音楽：ソル・カプラン
- 撮影：チャールズ・G・クラーク
- 編集：ウィリアム・レイノルズ